# International Standard Music Number
Die International Standard Music Number (ISMN; deutsch „Internationale Standardmusiknummer“) basiert auf der ISO-Norm 10957; sie dient der weltweiten Kennzeichnung von Musiknotationen in gedruckter oder digitaler Form. Eine ISMN identifiziert nicht das Werk an sich, sondern seine verschiedenen Manifestationen (z. B. Ausgaben verschiedener Verlage, Partitur, Studienausgabe, Klavierauszug etc.).

## Geschichte
Die Norm wurde in Anlehnung an die Internationale Standardbuchnummer (ISBN) konzipiert. Mit einem die ISBN ergänzenden Nummernstandard suchte man der Tatsache Rechnung zu tragen, dass der Musikalienmarkt anders als der Buchmarkt strukturiert ist und daher mit der ISBN nur ungenügend bedient werden kann.
Die Initiative zur Schaffung eines eindeutigen Identifikators für Musikalien ging von der britischen Sektion der Internationalen Vereinigung der Musikbibliotheken, Musikarchive und Musikdokumentationszentren (IAML) aus. Die ISO-Norm wurde im Dezember 1993 verabschiedet. 2021 wurde die ISMN in 64 Regionen und Ländern angewandt.
Die Internationale ISMN-Agentur ist in Berlin angesiedelt, seit 2019 in der Hardenbergstraße 9a.

## Aufbau der ISMN
Die ISMN besitzt (seit dem 1. Januar 2008) ein dreizehnstelliges Format, das in vier Abschnitte untergliedert ist:
Beispiel: 979-0-2306-7118-7
Die ISMN beginnt stets mit dem Präfix 979-0. Dadurch ist sie von der ISBN unterscheidbar.
Der nächste Ziffernblock (hier: 2306) bezeichnet den Verlag, der darauffolgende Ziffernblock (hier: 7118) eine bestimmte Notenausgabe dieses Verlages. Die Schlussziffer (hier: 7) dient als Prüfziffer. Bei der Prüfziffer handelt es sich um ein mathematisches Hilfsmittel, das eine automatische Prüfung der Richtigkeit der Ziffernfolge erlaubt. Die Prüfziffer wird von einem Computer generiert.
Die VerlagsID kann je nach Größe des Verlags 3 bis 7 Ziffern umfassen, die ProduktID 5 bis 1 Ziffer. Beide Ziffernblöcke müssen zusammen immer 8 Stellen ergeben (also: 3-5, 4-4, 5-3, 6-2, 7-1).
Ursprünglich bestand die ISMN aus dem Präfix „M“, gefolgt von einer neunstelligen Ziffernfolge, die dem schon genannten Aufbau entsprach. Die Umstellung auf die dreizehnstellige neue ISMN ist relativ leicht zu vollziehen: Es wurde nur das M gegen das Präfix 979-0 ausgetauscht, wobei die Prüfziffer unverändert bleiben kann.
Das Music Publishers’ International ISMN Directory verzeichnet weltweit alle Musikverleger, die die ISMN anwenden.
Die ISMN kann zusammen mit einem Strichcode ausgegeben werden.
Prüfsummenberechnung
Die Prüfsumme der ISMN wird berechnet wie die der 13-stelligen ISBN (also GTIN – früher „EAN“). Die einzelnen Ziffern (inklusive der Prüfziffer) werden addiert, wobei alle Ziffern auf gerader Position zuvor mit 3 multipliziert werden. Ist die Summe ohne Rest durch 10 teilbar, handelt es sich um eine gültige ISMN.
Für obiges Beispiel (979-0-2306-7118-7) hieße das etwa: 9 + 3*7 + 9 + 3*0 + 2 + 3*3 + 0 + 3*6 + 7 + 3*1 + 1 + 3*8 +7 = 110. Da 110 ohne Rest durch 10 teilbar ist, ist die ISMN gültig.

## Identifikationsnummern für andere Publikationen
- ISAN – International Standard Audiovisual Number
- ISBN – International Standard Book Number
- ISRC – The International Standard Recording Code
- ISRN – International Standard Technical Report Number
- ISSN – Information and documentation – International Standard Serial Number (für Periodika)
- ISWC – International Standard Musical Work Code